# Joseph Müller (Politiker, 1781)
Joseph Müller (* 11. Januar 1781 in Weilbach; † 7. Mai 1857 ebenda)  war ein deutscher Landwirt und Mitglied des Nassauischen Landtags.

## Leben
Joseph Müller war der Sohn der Eheleute Johannes Müller († 1784, Landwirt) und Anna Maria geborene Götz (oder Geiz). Er übernahm die väterliche Landwirtschaft und erhielt 1839 aus der Gruppe der Grundbesitzer des Wahlkreises Wiesbaden ein Mandat für die Zweite Kammer des Nassauischen Landtags. 
Er blieb bis 1845 in dem Parlament. 